# Yvonne von Langen

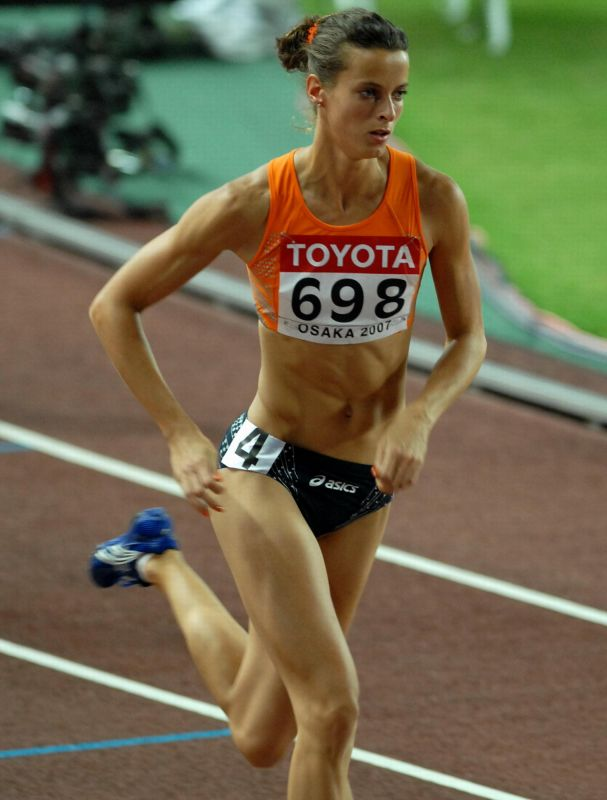
Yvonne von Langen 2007 in Osaka

Yvonne von Langen (* 6. Juni 1982 in Vlissingen als Yvonne Wisse) ist eine niederländische Siebenkämpferin.
Bei den Junioren-Weltmeisterschaften 2000 wurde sie Siebte. 2003 bei den U23-Europameisterschaften wurde sie Zweite und bei der Universiade Elfte. 2005 bei der Universiade wurde sie Fünfte und beim Décastar Achte. Beim Hypo-Meeting 2006 erreichte sie den 18. Platz. 2007 beim Hypo-Meeting wurde sie 23. und bei den Leichtathletik-Weltmeisterschaften im japanischen Osaka den 16. Platz. Zwei Jahre später bei den Leichtathletik-Weltmeisterschaften 2009 in Berlin erreichte sie den 20. Rang.